# Búsqueda por facetas
Búsqueda por facetas, también llamado navegación facetada, es una técnica para acceder a la información organizada de acuerdo con un sistema de clasificación de facetas, lo que permite a los usuarios explorar una colección de información mediante la aplicación de varios filtros. Un sistema de clasificación facetada clasifica cada elemento de información a lo largo de múltiples dimensiones explícitas, llamadas facetas, lo que permite la clasificación para acceder y ordenados en múltiples formas y no en una sola, orden taxonómico predeterminado.
Las facetas corresponden a propiedades de los elementos de información. A menudo se derivan de análisis del texto de un elemento utilizando técnicas de extracción de entidad o de preexistentes campos en una base de datos, tales como autor, descriptor, el idioma y el formato. Así, páginas web existentes, descripciones de productos o colecciones en línea de los artículos se pueden aumentar con facetas de navegación.
Dentro de la comunidad académica, la búsqueda facetada ha despertado el interés principalmente entre bibliotecas y ciencias de la información, los investigadores, y en cierta medida entre los investigadores de informática especializados en la recuperación de información.

## Desarrollo
La Asociación para el Grupo de Interés Especial de Maquinaria de Computación en la recuperación de información proporciona la siguiente descripción de la función de búsqueda facetada para un taller de 2006:
El mundo búsqueda en la Web, desde sus inicios, ha ofrecido dos paradigmas:
- Búsqueda de navegación utiliza una estructura jerárquica (taxonomía) para permitir a los usuarios navegar por el espacio de la información por iterativa reducir el alcance de su búsqueda en un orden predeterminado, como se ejemplifica en Yahoo! Directorio, DMOZ, etc.
- Búsqueda directa permite a los usuarios simplemente escribir sus consultas como una bolsa de palabras en un cuadro de texto. Este enfoque se ha hecho muy popular por los motores de búsqueda en la Web.

En los últimos años, el paradigma de búsqueda directa se ha ganado el dominio y el enfoque de la navegación se hizo cada vez menos popular. Recientemente, ha surgido un nuevo enfoque, que combina ambos paradigmas, a saber, el enfoque de búsqueda facetada. Facetas de búsqueda permite a los usuarios navegar por un espacio de información multidimensional mediante la combinación de búsqueda de texto con un estrechamiento progresivo de opciones en cada dimensión. Se ha convertido en el mecanismo de interacción con el usuario que prevalece en sitios de comercio electrónico y está siendo ampliado para hacer frente a los datos semi-estructurados, dimensiones continuas, y folksonomías.

## Uso en el mercado de masas
Las facetas de búsqueda se ha convertido en una técnica popular en aplicaciones de búsqueda comerciales, en particular para los minoristas y las bibliotecas en línea. Un número creciente de proveedores de búsqueda de la empresa proporciona software para la implementación de aplicaciones de búsqueda facetas.
Los catálogos de venta en línea fueron pioneros en las primeras aplicaciones de búsqueda facetada, lo que refleja tanto la naturaleza facetas de datos de productos (la mayoría de los productos tienen un tipo, marca, precio, etc.) y la disponibilidad de los datos en los sistemas de información existentes minoristas. En la década de 2000 los minoristas comenzaron a utilizar la búsqueda facetada. En 2014 da referencia de 50 de las mayores minoristas en línea con sede en EE. UU. revela que a pesar de los beneficios de la búsqueda facetada, solo el 40 % de los sitios se han implementado. Los ejemplos incluyen las opciones de filtrado que aparecen en la columna izquierda en amazon.com o compra de Google después de realizar una búsqueda por palabra clave.

## Bibliotecas y ciencias de la información
En 1933, el bibliotecario señalado Ranganathan propuso un sistema de clasificación facetada para materiales de la biblioteca, conocidos como la clasificación de colon. En la época anterior a la computadora, no tuvo éxito en la sustitución del sistema de Clasificación Decimal Dewey pre-coordinados.
Catálogos de bibliotecas en línea modernos, también conocidos como OPAC, han adoptado cada vez más interfaces de búsqueda facetas. Ejemplos mostrados incluyen el catálogo de la Universidad Estatal de Carolina del Norte biblioteca (parte de la Red de Bibliotecas de Investigación Triángulo) y el sistema de OCLC WorldCat abierto. El proyecto CiteSeerX de la Universidad Estatal de Pensilvania permite la búsqueda facetada de documentos académicos y continúa su expansión en otras facetas como la búsqueda mesa.